# Diffembach-lès-Hellimer
Diffembach-lès-Hellimer é uma comuna francesa na região administrativa do Grande Leste, no departamento de Mosela. Estende-se por uma área de 5.79 km², e possui 349 habitantes, segundo o censo de 2018, com uma densidade de 60 hab/km².